# Relikvie smrti

Symbol, který v sobě reprezentuje tři magické předměty, Relikvie smrti.

Relikvie smrti je označení tří magických předmětů z fiktivního světa Harryho Pottera, který vytvořila J. K. Rowling, které jsou v příběhu od začátku a o kterých se více dovídáme v poslední knize série. V originále jsou tyto předměty označeny jako the Deathly Hallows.
Jednotlivé relikvie smrti jsou podle prastarého kouzelnického příběhu dary, které získali tři bratři od Smrti. Příběh se příhodně jmenuje O třech bratrech respektive Příběh tří bratří.

## Symbol Relikvií smrti
Samotný symbol, který je vyjádřením těchto relikvií, je vlastně všechny zobrazuje.
Symbol je hodně spjat také s postavou Gellerta Grindelwalda. Gellert Grindelwald jej často používal a proto byl vnímán jako jeho symbol, ovšem to je omyl, ke kterému došlo nepříliš rozšířenou znalostí příběhu tří bratří a existence relikvií, respektive jejich vyobrazení. Příběh samotný byl vnímán spíš jako pohádka. Grindelwald sám se svého času pokoušel relikvie nalézt. Tento symbol dokonce nechal vyobrazit na zdech Kruvalu, kde dodnes připomíná jeho krutovládu.
Krom zde uvedeného zobrazení se mohou vyskytovat i různá další, avšak toto je zobrazení správné. Jiná zobrazení mohou vycházet z nepřesných výkladů popisu z knihy a nebo třeba i odchylkami vzniklými při překládání. Nemluvě o tom, že v této podobě tento symbol načrtla sama Joanne Rowlingová.

## Relikvie smrti
Samotné relikvie, jak již bylo zmíněno, jsou darem od Smrti třem bratrům a jedná se tedy o tři předměty. Legenda je to velice stará a je jen těžko odhadnutelné, co všechno je z toho pravda a co už mýtus. Ovšem relikvie samotné existují (ve světě Harryho Pottera).

### Bezová hůlka

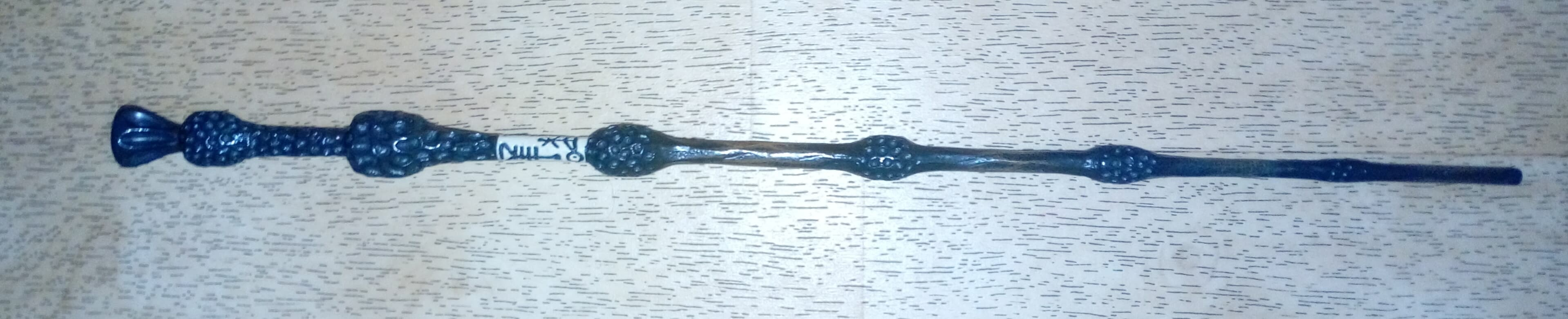

Magický a pradávný předmět, kouzelná hůlka, která činí z toho, kdo ji používá, nepřemožitelného kouzelníka. Podle prastarého kouzelnického příběhu (O třech bratrech) její první majitel byl ve spánku zavražděn proto, že se chlubil tím, jakou hůlku vlastní, hůlku ze všech nejmocnější. Je to taktéž hůlka Smrti a hůlka Osudu. Tyto hůlky v kouzelnické minulosti patřily mocným mágům, kteří se chlubili tím, jak mocné hůlky mají, ale objevovaly se různě v čase a téměř nikoho nenapadlo spojovat si je, ačkoliv měly velmi podobný příběh: krvavou minulost, kdy jejich vlastníci pak byli „odstraněni“ právě pro hůlku, o níž kolovaly zvěsti, že je jednou z nejmocnějších, ne-li nejmocnější.
Gellert Grindelwald se k této hůlce jako k jediné z relikvií dostal tím, že ji uloupil výrobci hůlek Gregorovičovi. Nicméně pak byl Grindelwald roku 1945 poražen Albusem Brumbálem, čímž tato hůlka přešla do Brumbálova vlastnictví. Následně hůlka na malou chvíli patřila Dracu Malfojovi (který sice nezabil Brumbála, ale vyrazil mu hůlku z ruky), kterého ale záhy odzbrojil Harry Potter. Avšak i Voldemort hůlku chvíli vlastnil po tom co zabil Harryho Pottera, ten měl ale kámen vzkříšení a tak se dostali s Voldemortem do finálového zápasu kde Harry vyhrál a tím hůlku definitivně získal. V závěru knižní série jí Harry Potter naposledy použije ke spravení vlastní zlomené hůlky a následně uloží do Brumbálova hrobu. V závěru filmové série ji však zlomí a zahodí.
V originále je označována jako Elder Wand a slovo elder má dvojí výklad a krom významu černý bez, respektive (z kontextu) bezová, slovo elder také znamená starší (pro slovo starší existují v angličtině dvě možnosti: older & elder, elder je ovšem archaické). Elder Wand je ale nepřeložitelný obrat, protože v sobě zahrnuje oba významy. Je to velmi prastará hůlka, která proplouvá staletími a je součástí starých legend, čili stará či starodávná hůlka. V samotném vyprávění o původu relikvií se zároveň objevuje i obrat Wand made from elder, kde pochopitelně slovem elder je míněn černý bez (hůlka vytvořená z bezového dřeva). V českém překladu je použit tento druhý význam a je nazývána jako Bezová hůlka.
Dle Pottermore je jádrem Bezové hůlky žíně z testrála.
V symbolu je představována svislicí.

### Kámen vzkříšení

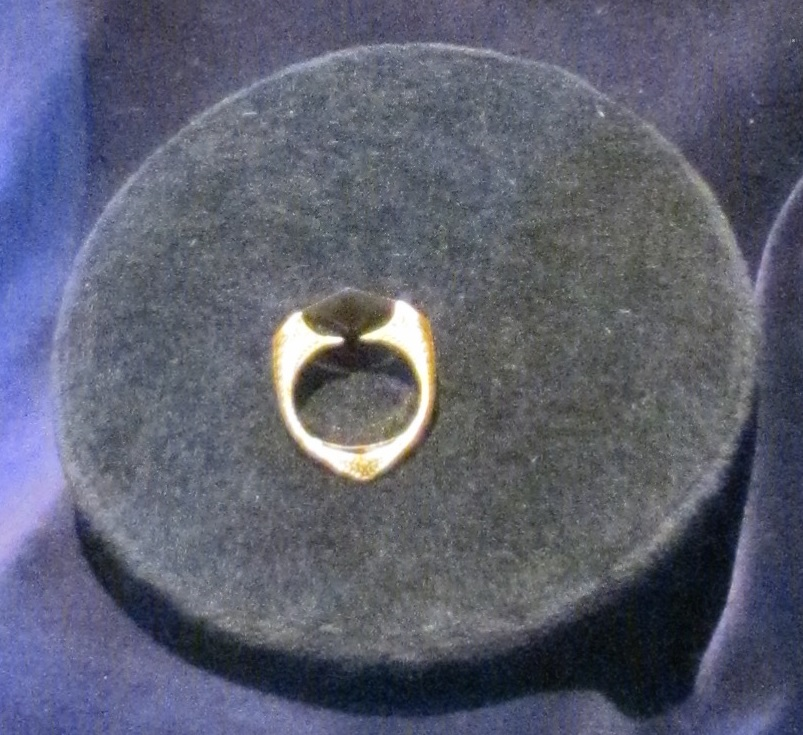

Je další relikvií smrti. Tento kámen dokáže (po trojitém otočení) podle příběhu navracet mrtvé lidi zpět do tohoto světa. Podle pravidel magického světa Harryho Pottera však není možné žádným kouzlem navrátit mrtvému člověku život. Harry Potter v posledním díle série (Harry Potter a relikvie smrti) kámen vyjme ze zlatonky ve které je ukryt a zjeví se jeho rodiče, Sirius Black, Remus Lupin atd., ale pouze jako přízraky či stíny. Takže i když se nakrátko vrátili do tohoto světa, ve skutečnosti do něj již nepatřili, a i moc tohoto kamene spočívá pouze v tom, že přivede mrtvé zpět na tento svět v této přízračné podobě, ve které sem již nepatří.
Kámen byl později součástí prstenu, který se po generace dědil v rodu Gauntů, ale i ten se nakonec dostal do vlastnictví Harryho Pottera, ovšem během závěrečných bojů s Pánem Zla se ztratil v Zapovězeném Lese.
V symbolu je tato relikvie představována kruhem uvnitř trojúhelníku, nakresleným přes svislou čáru.

### Neviditelný plášť

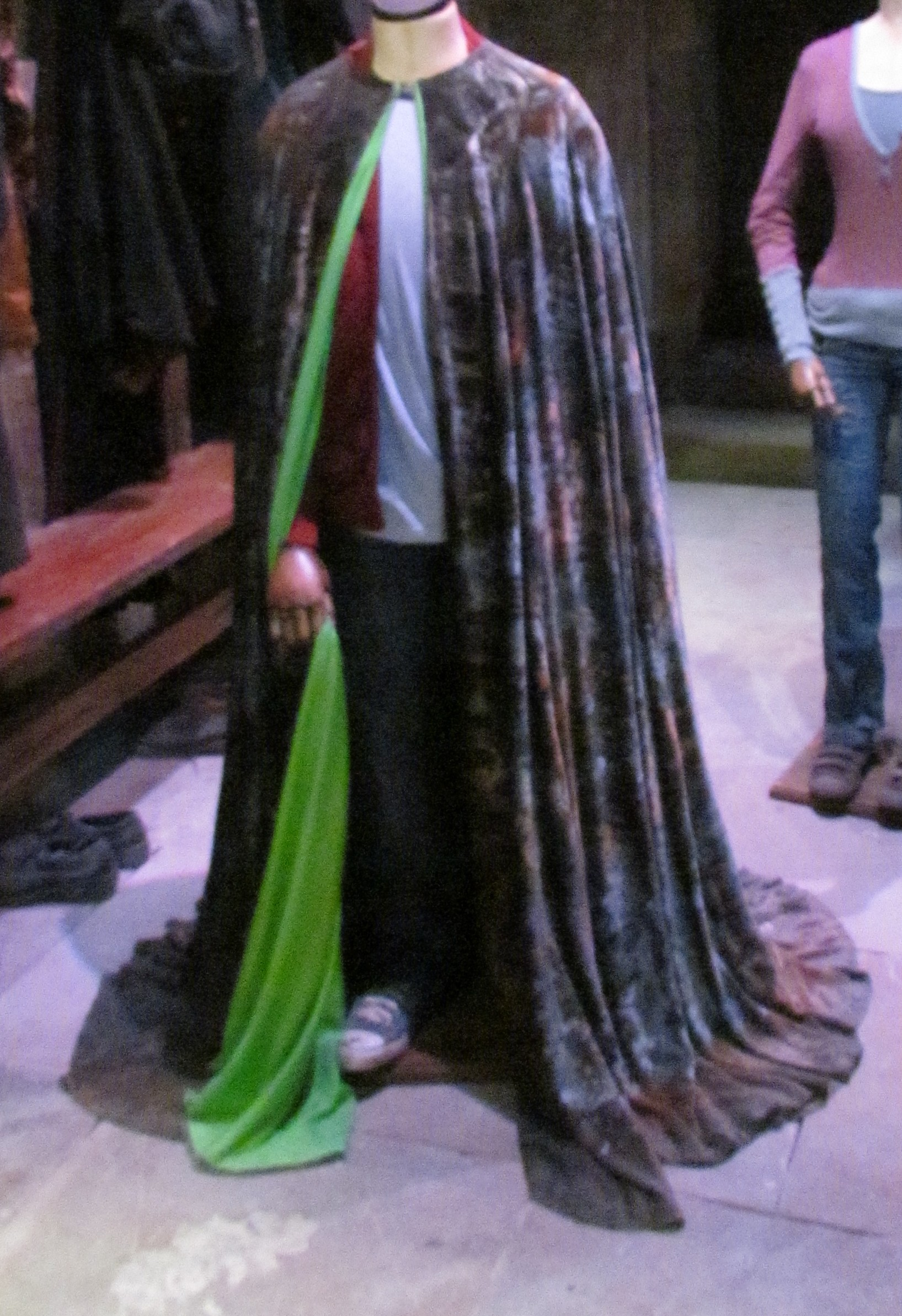

Neviditelný plášť je třetí a poslední relikvií smrti, kterou v pradávném příběhu získal jeden ze tří bratří. Většina neviditelných plášťů jsou běžné pláště opatřené zástíracím kouzlem, které však mají tu nevýhodu, že po nějakém čase začnou slábnout a vyprchávat. Tento prastarý plášť však touto nevýhodou netrpí a je tak mocný, že nositele pod tímto pláštěm nemůže (podle příběhu tří bratří) nalézt ani sama smrt. Jedná se o tentýž plášť, který po svém otci zdědil Harry Potter.
V symbolu je neviditelný plášť symbolizovaný trojúhelníkem.

## Příběh tří bratří
Příběh je součástí posledního dílu Potterovské série, a třebaže sám o sobě nevyzrazuje nic z příběhu dílu, tvořil důležitou hádanku, kterou hrdinové museli vyřešit.
Příběh vypráví o bratrech Antiochovi, Cadmusovi a Ignotusovi Peverellových. Ti jednou došli k řece, která byla příliš hluboká, aby se dala přebrodit, a také moc nebezpečná, aby se dala přeplavat. Ovládali však čáry a kouzla a vykouzlili přes zrádnou vodu most, kde jim zastoupila cestu Smrt. Zlobila se, že byla ochuzena o tři nové oběti, protože poutníci se většinou snažili řeku přeplavat a utopili se. Ale prohnaná Smrt se nevzdala. Poblahopřála bratrům k umění čar a kouzel a prohlásila, že když se jí tak chytře vyhnuli, dá každému nějakou odměnu.
A tak nejstarší bratr, který měl bojovnou povahu, žádal hůlku, která by byla nejsilnější na světě; hůlka musí vždy majiteli vyhrát souboj. Pak přišel na řadu druhý muž, a protože byl domýšlivý, rozhodl se, že by chtěl nad Smrtí vyhrát ještě jednou, a proto požádal o něco, co by odvrátilo smrt. Dostal kámen, který dokáže vrátit život mrtvému.
Nejmladší z bratrů byl nejskromnější a také nejmoudřejší a Smrti nevěřil. A tak požádal o něco, co by mu umožnilo procházet životem a s čím by se mohl stát před Smrtí neviditelným a nemohla by ho tak najít. A tak mu Smrt, ač velmi nerada, předala svůj neviditelný plášť. Pak Smrt poodstoupila stranou a nechala tři bratry, aby mohli pokračovat ve své cestě. A protože měl každý z bratrů svůj vlastní cíl, rozhodli se, že se rozdělí.
První bratr byl na cestě déle než týden a dorazil do vzdálené vsi, ve které vyhledal kouzelníka, se kterým měl kdysi spor, a dali se do souboje. Samozřejmě, protože měl nejsilnější hůlku na světě, souboj vyhrál. V hostinci se vychloubal, jakou má mocnou hůlku, že ji dostal od samotné Smrti a že ho dělá nepřemožitelného. Ještě té noci se jiný kouzelník doplazil k nejstaršímu bratrovi, který ležel na posteli omámený vínem, vzal mu jeho hůlku a pro jistotu podřízl nejstaršímu bratrovi hrdlo. A tak se Smrt zmocnila prvního z bratří.
Mezitím druhý z bratrů cestoval do domu, kde žil. Vytáhl kámen, který měl moc, aby vzkřísil mrtvé, a před ním se najednou objevila postava dívky, kterou doufal, že si vezme za ženu. Ale zemřela v mladém věku. Nyní mu však připadala smutná a chladná, jako by ji od něj dělil nějaký neviditelný závoj. A přestože se vrátila do smrtelného světa, nenáležela do něj a trpěla tím. Nakonec to druhý bratr nevydržel a hnaný šílenstvím a beznadějnou touhou se k ní připojit, se zabil. A tak se Smrt zmocnila druhého z bratří.
A přestože Smrt hledala třetího bratra mnoho let, nikde ho nemohla nalézt. Až když dosáhl opravdu vysokého věku a odložil svůj neviditelný plášť, který předal svému synovi, poté se pozdravil se smrtí jakožto se starou známou, ochotně se k ní připojil a coby rovnocenný poutník s ní odešel z tohoto světa.